# 48 Hours
48 Hours, noto anche come 48 Hours Mystery, è un programma televisivo statunitense di genere documentario, trasmesso dalla CBS a partire dal 19 gennaio 1988. La serie è andata in onda su vari canali in Canada, come Global. Da giugno 2015 è andato in onda anche in Australia su Network 10 (una rete sorella della CBS dal 2017).

## Riconoscimenti
Il programma ha ricevuto oltre 20 Premi Emmy e due Peabody Award.